# STS-50
STS-50 foi uma missão do programa do ônibus espacial e a décima-primeira missão da Columbia. Nela foi levada à órbita pela primeira vez o Spacelab, módulo-laboratório multifuncional para experiências científicas em microgravidade.

## Tripulação
| Posição                  | Astronauta       |
| ------------------------ | ---------------- |
| Comandante               | Richard Richards |
| Piloto                   | Kenneth Bowersox |
| Especialista de missão 1 | Ellen Baker      |
| Especialista de missão 2 | Carl Meade       |
| Especialista de carga 1  | Bonnie Dunbar    |
| Especialista de carga 2  | Lawrence DeLucas |
| Especialista de carga 3  | Eugene Trinh     |

## Hora de acordar
- 2° Dia: Jam, de Michael Jackson.
- 3° Dia: Like a Prayer, de Madonna.
- 4° Dia: Express Yourself, de Madonna.
- 5° Dia: Cherish, de Madonna.
- 6° Dia: Rock with You, de Michael Jackson.
- 7° Dia: She's Out of My Life, de Michael Jackson.
- 8° Dia: Immigrant Song, da banda Led Zeppelin.
- 9° Dia: Hands All Over, da banda Soundgarden.
- 10° Dia: Black Cat, de Janet Jackson.
- 11° Dia: Just Be Good to Me, da dupla Jimmy Jam e Terry Lewis.
- 12° Dia: Die Young, do grupo Black Sabbath.
- 13° Dia: Who Made Who, da banda AC/DC.
- 14° Dia: You Gotta Have Love In Your Heart, de Diana Ross.

## Principais fatos
O Laboratório de Microgravidade dos Estados Unidos 1 foi uma missão do Spacelab, contendo experimentos nas áreas da ciência dos materiais, física dos fluídos e biotecnologia. Este foi o primeiro voo de um ônibus espacial com o hardware EDO (Orbitador de Duração Estendida), permitindo voos de maiores duração.
A carga primária foi o Laboratório de Microgravidade dos Estados Unidos 1 (USML- 1), realizando seu primeiro voo; trazia um módulo pressurizado do Spacelaba. sendo o primeiro de uma série de voos planejados para prover avanços na pesquisa sobre microgravidade dos Estados Unidos em uma série de disciplinas. Os experimentos conduzidos foram: 
- Forno de Crescimento de Cristais (CGF)
- Drop Physics Module (DPM)
- Surface Tension Driven Convection Experiments (STDCE)
- Zeolite Crystal Growth (ZCG)
- Crescimento de cristais de proteína (PCG)
- Glovebox Facility (GBX)
- Sistema de Medida de Aceleração no Espaço (SAMS)
- Aparato Genérico de Bioprocessamento (GBA)
- Astrocultura-1 (ASC)
- Extended Duration Orbiter Medical Project (EDOMP)
- Solid Surface Combustion Experiment (SSCE).

Os experimentos secundários foram: Investigações sobre o Processamento de Membranas de Polímeros (IPMP), Experimento de Rádio Amador no ônibus espacial II (SAREX II) e o Ultraviolet Plume Instrument (UVPI). 

### Realizações mais importante da missão
- Completou o primeiro voo dedicado ao Laboratório de Microgravidade dos Estados Unidos enviando material para as operações do controle de terra da Estação Espacial Freedom.
- Completou 31 experimentos de microgravidade em cinco áreas básicas: dinâmica dos fluidos, crescimento de cristais, ciência da combustão, ciências biolóficas e demonstração tecnológica.
- Introduziu umas série de novas instalações de microgravidade para múltiplos usuários e múltiplos voo (incluindo o Forno de Crescimento de Cristais, o Drop Physics Module, e o Surface Tension Driven Convection Experiment).
- Demonstro a eficiência de operações científicas interativas entre os membros do grupo e os cientistas em terra para otimizar o retorno científico.
- Completou o maior período de crescimento de cristais de proteína no programa de ônibus espaciais.
- Conduziu experimentos iterativos com cristais aonde compostos químicos foram alterados baseados em observações microscópicas dos processos de crescimento.
- Completou a missão mais longa do programa de ônibus espaciais (13 dias 19 horas e 30 minutos) e o primeiro voo Orbitador de Duração Estendida (EDO) do programa.
- Demonstrou a versatibilidade da nova instalação Glovebox para a interação do grupo com múltiplos experimentos.

O ônibus espacial Columbia foi lançado em órbita para o voo de um ônibus espacial mais longo na história. O Columbia aterrissou quase 14 dias após retornando com dados e espécimes provenientes de importantes experimentos com microgravidade. A missão STS-50 carregou o primeiro Laboratório de Microgravidade do Estados Unidos (USML-1) ao espaço, conduzindo experimentos sobre microgravidade de longa duração.
Durante a missão estendida do Columbia, cientistas membros do grupo, trabalhando dentro do módulo Spacelab carregado no compartimento de carga do Columbia conduziram mais de 30 investigações e teste de microgravidade. Para maximizar o retorno científico da missão, os experimentos ocorreram em horários programados. A investigações foram conduzidas em cinco áreas básicas da pesquisa em microgravidade: dinâmica dos fluidos, ciência dos materiais, ciência da combustão, biotecnologia e demonstrações tecnológicas que buscavam comprovar os conceitos experimentais para utilização nas futuras missões com ônibus espaciais e na estação espacial Freedom.
Três novas instalações principais foram lançadas no USML-1. Estas foram o Forno de Crescimento de Cristais, o Surface Tension Driven Convection Experiment apparatus, e o Drop Physics Module. Um dispositivo adicional novo da hardware neste voo foi a versátil Glovebox, que permitiu a manipulação "manual" de pequenos experimentos enquanto isolava o grupo dos líquidos, gases, ou sólidos envolvidos. Alguns dos experimentos do USML-1 são descritos abaixo.

### Experimentos do Spacelab
O Forno de Crescimento de Cristais (CGF) é uma instalação reutilizável para a investigação do crescimento de cristais em microgravidade. Ele é capaz de processar automaticamente até seis grandes amostras a temperaturas de até 1 600 graus Celsius. Amostras adicionais podem ser processada através de realização da troca manual de amostras. Dois métodos de crescimento de cristal, a solidificação direcional e o transporte de vapor, foram utilizados no USML-1. Através da análise da composição e da estrutura atômica dos cristais crescidos sem a influência dominante da gravidade, os cientistas obtiveram conhecimentos sobre as correlações entras o fluxo de fluidos durante a solidificação e os defeitos em um cristal. O CGF operou por 286 horas e processou sete amostras, três a mais do que o planejado, incluindo dois cristais semicondutores de arsenido de gálio. Os cristais de arsenido de gálio são utilizados em circuitos integrados digitais de alta velocidade, em circuitos integrados optoeletrônicos e em lasers de estado sólido. Os membros do grupo conseguiram mudar as amostras, utilizando uma Glovebox flexível especialmente projetada, para prover operações adicionais de experimentos.
O Surface Tension Driven Convection Experiment (STDCE) foi o primeiro experimentos espacial a utilizar instrumentos no estado da arte para obter dados quantitativos sobre o fluxo de tensão na superfície de líquidos sobre uma ampla faixa de variáveis em um ambiente de microgravidade. Pequenas diferenças de temperatura na superfície foram o suficiente para gerar fluxos subtis na superfície dos líquidos. Tais fluxos, referidos com "termocapilaridade", existem nas superfícies de fluidos da Terra. Entretanto, os fluxos de termocapilaridade da Terra são muitos difíceis de serem estudados pois eles são comumente disfarçados pelos fluxos de empuxo muito mais fortes. Em microgravidade, os fluxos de empuxo são enormemente reduzidos permitindo o estudo deste fenômeno. O STDCE proveu as primeiras observações do fluxo de termocapilaridade em fluidos com superfície curvada e demonstrou que a tensão superficial é uma força de controle poderosa no movimentos dos fluidos.
O Drop Physics Module (DPM) permitiu o estudo dos líquidos sem a interferência de um recipiente. Os líquidos na Terra assumem a forma do recipiente que o contém. Desta forma, os materiais que compõe o recipiente podem contaminar quimicamente  os líquidos em estudo. O DPM utiliza ondas acústicas para produzir gotas no centro de uma câmara. Estudando os líquidos dessa maneira, os cientistas tem a oportunidade de testas as teorias básicas dos fluidos nas áreas da dinâmica não-linear, ondas de capilaridade e reologia da superfície. Os membros do grupo, através da manipulação das ondas sonoras, foram capazes de rodas, oscilar, unir, e mesmo separar os líquidos. Em outro teste, os membros do grupo foram capazes de criar uma gotas composta, uma gota dentro de outra, para investigar um processo que pode ser eventualmente empregado para encapsular células vivas em uma membrana semi-permeável para utilização em tratamentos médicos de transplante.
O Glovebox se mostrou como um dos equipamentos novos de laboratórios espaciais mais versáteis. Ele ofereceu ao grupo a oportunidade de manipular muitos tipos diferentes de atividade de teste, demonstrações e materiais, mesmo os materiais tóxicos, irritantes ou potencialmente infecciosos, sem haver o contato direto com estes. O Glovebox possuía uma janela de visão em um espaço de trabalho limpo, luvas embutidas para a manipulação de amostras e equipamentos, um sistema de pressão do ar negativa, e uma porta de entrada para a passagem de materiais e experimentos para dentro e fora da área de trabalho. O uso primário do Glovebox foi para misturar cristais de proteína seletivamente e monitorar seus crescimentos. O Glovebox permitiu que os membros do grupo mudassem periodicamente as composições para otimizar o crescimento. Os outros testes conduzidos com este equipamento incluíam estudos nas chamas das velas, esticamento de fibras, dispersão de partículas, convecção na superfície de líquidos, e interfaces líquido/recipiente. Ao total foram conduzidos dezesseis testes e demonstrações no interior deste equipamentos. O Glovebox também proveu aos membros do grupo a oportunidade de efetuar operações de backup no Generic Bioprocessing Apparatus que não haviam sido planejadas.
Outros dos experimentos do Spacelab foi o Generic Bioprocessing Apparatus (GBA), um dispositivos para o processamentos de materiais biológicos. O GBA processou 132 experimentos individuais com o volume de alguns milímetros. O aparato estudou células vivas, microorganismos utilizados no tratamento de resíduos ecológico,  no desenvolvimento de ovos de vespa, e em outros testes de modelos biomédicos que foram utilizados na pesquisa do câncer. Uma amostra estudada, Liposomos, consistia de estruturas esféricas que poderiam ser utilizadas para encapsular remédios. Se este produto biológico puder ser formado propriamente, ele poderia ser utilizado para entregar uma droga a um tecido específico do organismo, tal como um tumor.

### Experimentos no compartimento mediano
Enquanto a maioria dos experimentos da STS-50 foram conduzidos no Laboratório de Microgravidade dos Estados Unidos, outros foram realizados no compartimento mediano do Columbia. Incluídos nestes experimentos estavam os estudos sobre o Crescimento de Cristais de Proteína, Astrocultura, e o Crescimento de Cristais de Zeolite.
O experimento Crescimento de Cristais de Proteína realizou seu décimo quarto voo em um ônibus espacial, porém o USML-1 representou a primeira vez em que os membros do grupo foram capazes de otimizar as condições de crescimento utilizando a instalação Glovebox. Cerca de 300 amostras foram semeadas a partir de 34 tipos de proteínas incluindo a Transcriptase Complexa do HIV Reverso (um enzima que é o elemento chave para a replicação da AIDS) e o Fator D (uma enzima importante nos sistemas imunitários humanos). Cerca de 40 porcento das proteínas que estiveram em voo foram utilizadas  para estudos com difração de raio X. O maior tamanho e rendimento pode ser atribuído ao maior tempo de crescimento dado aos cristais nesta missão. Os cientistas em terra e utilizaram a cristalografia com raio X para estudar as estruturas tridimensionais das proteínas que, quando determinadas, podem auxiliar no controle das atividades de cada proteína através do projeto de novas drogas.
O experimento de astrocultura avaliou um sistema de entrega de água que seria utilizado para suportar o crescimento de plantas sob microgravidade. O crescimento de plantas no espaço é visto como um possível método para se prover comida, oxigênio, água potável e remoção de dióxido de carbono para uma habitação humana de longa duração no espaço. Visto que os fluidos se comportam de maneira diferente em microgravidade com relação ao seu comportamento na Terra, os sistemas de regulagem utilizados na Terra não se adaptam de maneira satisfatória à microgravidade.
O experimento Crescimento de Cristal de Zeolite processou 38 amostras separadas que foram misturadas no Glovebox. Os cristais de Zeolite são utilizados para a purificação de fluidos biológicos, como aditivos em detergentes de lavanderia e em aplicações de limpeza de resíduos.

### Orbitador de Duração Estendida
A STS-50 não apenas marcou o primeiro voo do Laboratório de Microgravidade dos Estados Unidos, mas também marcou o primeiro voo do Orbitador de Duração Estendida. Para prepararem-se para pesquisas de longa-duração sobre microgravidade abordo da estação espacial Freedom, os cientistas e a NASA buscaram experiência prática no manejamento em tempos progressivamente mais longos para seus experimentos. O ônibus espacial comumente provê de uma semana a dez dias de microgravidade. Graças ao kit do Orbitador de Duração Estendida, o ônibus espacial Columbia se manteve em órbita por quase 14 dias e outras missões com este veículo poderiam ter duração de até uma mês.  O kit consistida de tanques de hidrogênio e oxigênio extras para produção de energia, e um sistema de regeneração de ar aprimorado para a remoção do dióxido de carbono do ar da cabine.
Um dos aspectos práticos de uma permanência de maior duração no espaço será o requerimento de manter a saúde e performance do grupo. Durante a STS-50, os membros do grupo conduziram testes biológicos como parte do Projeto Médico EDO. Os membros do grupo monitoraram suas pressões sanguíneas, taxas de batimentos cardíacos e obtiveram amostras da atmosfera durante o voo. Eles também avaliaram o dispositivo Lower Body Negative Pressure (LBNP) como uma contramedida para a redução de fluidos do corpo humano que ocorre no espaço normalmente. Caso os efeitos benéficos do LBNP durem ao menos 24 horas, ele poderia melhorar a performance do grupo na reentrada e aterrissagem.

### Outras cargas
Os membros do grupo da STS-50 também operaram o Experimento de Rádio Amador em Ônibus Espacial (SAREX). Através do experimento, os membros puderam contatar operadores de rádios de ondas curtas, uma réplica de uma vela no Oceano Pacífico, e escolas selecionadas ao redor do mundo.
O experimento Investigações sobre o Processamento de Membranas de Polímeros (IPMP) havia voado previamente em seis outras missões com ônibus espaciais. Ele foi utilizado para estudar a formação de membranas de polímeros sob microgravidade com o objetivo de melhorar sua qualidade e utiliza-las como filtros em processos biomédicos e industriais.

## Insígnia da missão
A insígnia da missão mostra o ônibus espacial na posição de voo típica para a microgravidade. A faixa do USML se estende do compartimento de carga, no qual o módulo do Spacelab contém o texto μg, o símbolo utilizado para representar a microgravidade. Ambas as estrela e as faixas nas letras do USML assim como os Estados Unidos em destaque na terra abaixo do ônibus espacial mostram o fato de que esta é uma missão científica totalmente americana.